# Shinsuke Yamanaka
Shinsuke Yamanaka (jap. 山中慎介 Yamanaka Shinsuke; ur. 11 października 1982 w Konan) – japoński bokser, aktualny zawodowy mistrz świata wagi koguciej (do 118 funtów) organizacji WBC. 
Karierę zawodową rozpoczął 7 stycznia 2006. Do marca 2011 stoczył 14 pojedynków z których wygrał 12 a dwa zremisował. W tym czasie został mistrzem Japonii w wadze koguciej.
6 listopada 2011 w Tokio stanął do pojedynku z Meksykaninem Christianem Esquivelem. Pierwotnie miała to być walka eliminacyjna do pojedynku o pas WBC w wadze koguciej, jednak po zwakowaniu tytułów (również tytułu WBO) przez Filipińczyka Nonito Donaire awansowała do walki o tytuł mistrzowski. Wygrał przez techniczny nokaut w jedenastej rundzie, mając przeciwnika na deskach w rundzie szóstej i jedenastej a sam będąc liczony w rundzie siódmej, i został nowym mistrzem świata.
W pierwszej obronie tytułu spotkał się 6 kwietnia 2012 z Ormianinem Wachtangiem Darczinjanem byłym mistrzem IBF w wadze muszej (2004-07) oraz IBF, WBC i WBA w wadze junior koguciej (2008-10). Wygrał wyraźnie, jednogłośnie na punkty i zachował pas mistrzowski. W kolejnej, 3 listopada, znokautował w siódmej rundzie byłego mistrza WBC w wadze junior koguciej Meksykanina Tomása Rojasa.
8 kwietnia 2013 pokonał przez techniczny nokaut w dwunastej rundzie Malcolma Tunacao (Filipiny) i obronił tytuł po raz trzeci.
16 kwietnia 2015 pokonał przez nokaut w siódmej rundzie Urugwajczyka Diego Ricardo Santillana i obronił po raz ósmy tytuł mistrza świata federacji WBC.